# Consejo General de la Abogacía Española
El Consejo General de la Abogacía Española es una corporación profesional de derecho público que agrupa a los colegios profesionales de abogados de España.
Entre sus funciones, según sus estatutos, destaca la ordenación de la actividad profesional, la defensa del prestigio de la profesión, exigir a Colegios y abogados el cumplimiento de los deberes profesionales y deontológicos, buscar una justicia ágil, moderna y eficaz o evitar el intrusismo laboral.

## Historia

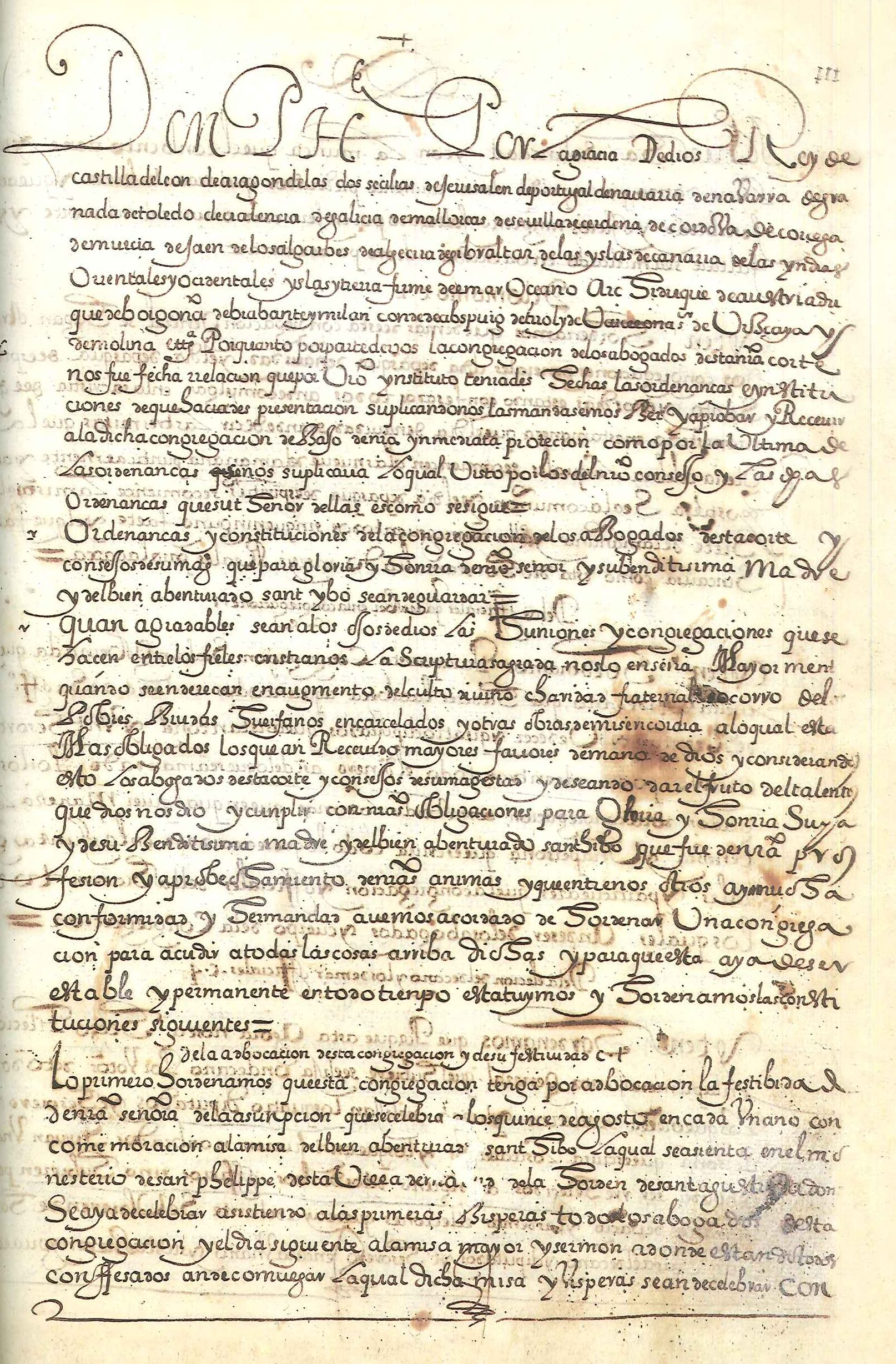
Primera página de la Real Provisión de Felipe II de 15 de julio de 1596 por las que se aprueban y confirman las Ordenanzas de la Congregación de los Abogados de la Corte

Tras la Guerra Civil y en una situación de caos organizativo, en medio de una durísima crisis económica y social, el partido único de la Falange Española lleva a cabo un proceso de depuración y expulsión de los abogados desafectos al nuevo régimen político. En el Colegio de Abogados de Madrid, por ejemplo, entre 1939 y 1951 no se eligió al Decano de forma directa por los colegiados. En los años cuarenta la corporación participó en la creación de un organismo que englobara a todos los Colegios de España, lo que se concretó en 1943 con la creación del Consejo General de la Abogacía española.
El Consejo General de la Abogacía Española se pone en marcha en 1942, a propuesta de Emilio Laguna Azorín, a la sazón decano del Colegio de Abogados de Zaragoza, el colegio de abogados más antiguo de España. El Ministerio de Justicia franquista aprueba las disposiciones legales al año siguiente. En concreto, aprueba el Decreto de 19 de junio de 1943 por el que se crea una primera corporación de colegios de abogados, el Consejo General de los Ilustres Colegios de Abogados de España, desarrollado por Orden Ministerial de 14 de octubre de 1943, una corporación más en una dictadura que se autodenomina democracia orgánica. Durante toda la Dictadura, su funcionamiento se confunde con el del Colegio de Abogados de Madrid, con el que comparte Junta Directiva.
En el final de franquismo la corporación también participó en las turbulencias políticas del momento, con una importante participación de colegiados en la oposición antifranquista.  El Gobierno franquista llegó a intervenir en 1972 en el Colegio de Abogados de Madrid para evitar las candidaturas a la Junta de Gobierno de opositores políticos como Enrique Tierno Galván, Pablo Castellano o José María Gil-Robles, lo que llevó a la suspensión de las elecciones de ese año. Pedrol Rius, que ocupó el cargo de Decano desde 1972 hasta 1992, adaptó las instituciones de la corporación al nuevo marco constitucional durante la Transición democrática.
Se organiza internamente a través de una Junta General, formada por todos los 83 colegios profesionales, que se celebra al menos una vez al año y elige en voto directo y secreto, cada cinco años, a una Junta de Gobierno formada por diez diputados, un Tesorero, un Bibliotecario, un Secretario y regida por un Presidente.
En 2024 cuenta con 83 colegios profesionales y más de 242.000 colegiados. La sede principal del Consejo se sitúa en el edificio conocido como el palacio del Marqués de Alcañices, en el Paseo de Recoletos, 13, de Madrid.

## Servicios

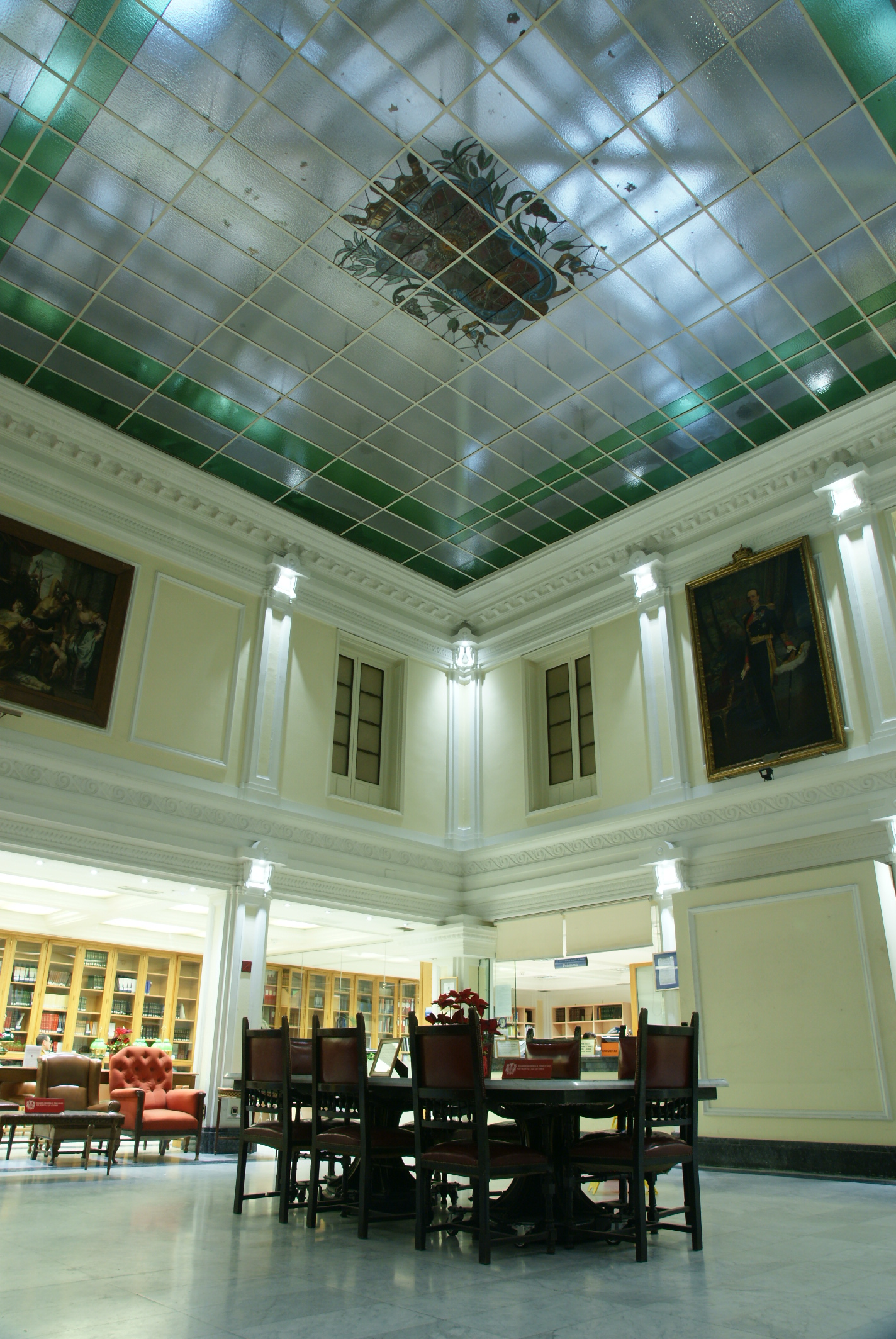
Patio interior de la Biblioteca del Ilustre Colegio de Abogados de Madrid

El Consejo General presta servicios muy diversos a Colegios profesionales y abogados en ejercicio, tales como información legal exhaustiva, información de la legislación autonómica, asesoría legal, justicia gratuita, marcos legales etc.

## Lista de presidentes
| Nombre                        | Nombre | Mandato   | Notas       |
| ----------------------------- | ------ | --------- | ----------- |
| Antonio Goicoechea            |        | 1943-1952 |             |
| Manuel Escobedo Duato         |        | 1952-1959 |             |
| Vicente Gella                 |        | 1959-1964 |             |
| José Luis del Valle Iturriaga |        | 1964-1972 |             |
| Antonio Pedrol Rius           |        | 1973-1992 |             |
| Eugenio Gay Montalvo          |        | 1992-2001 |             |
| Carlos Carnicer Díez          |        | 2001-2016 |             |
| Victoria Ortega Benito        |        | 2016-2024 |             |
| Salvador González Martín      |        | 2024      | En el cargo |

## Distinciones
- En 2017: Diploma de reconocimiento del Premio Francisca de Pedraza contra la Violencia de Género a la Subcomisión para la Mujer del Consejo General de la Abogacía Española.